# Marshallsche Nachfragefunktion
Als marshallsche Nachfragefunktion (auch walrasianische Nachfragefunktion), benannt nach dem Ökonomen Alfred Marshall (bzw. Léon Walras), bezeichnet man in der Mikroökonomik und dort speziell in der Haushaltstheorie eine mathematische Funktion, die für gegebene Güterpreise und ein gegebenes Einkommen angibt, welche Menge von jedem einzelnen Gut konsumiert werden sollte, wenn man den größtmöglichen Nutzen realisieren möchte.

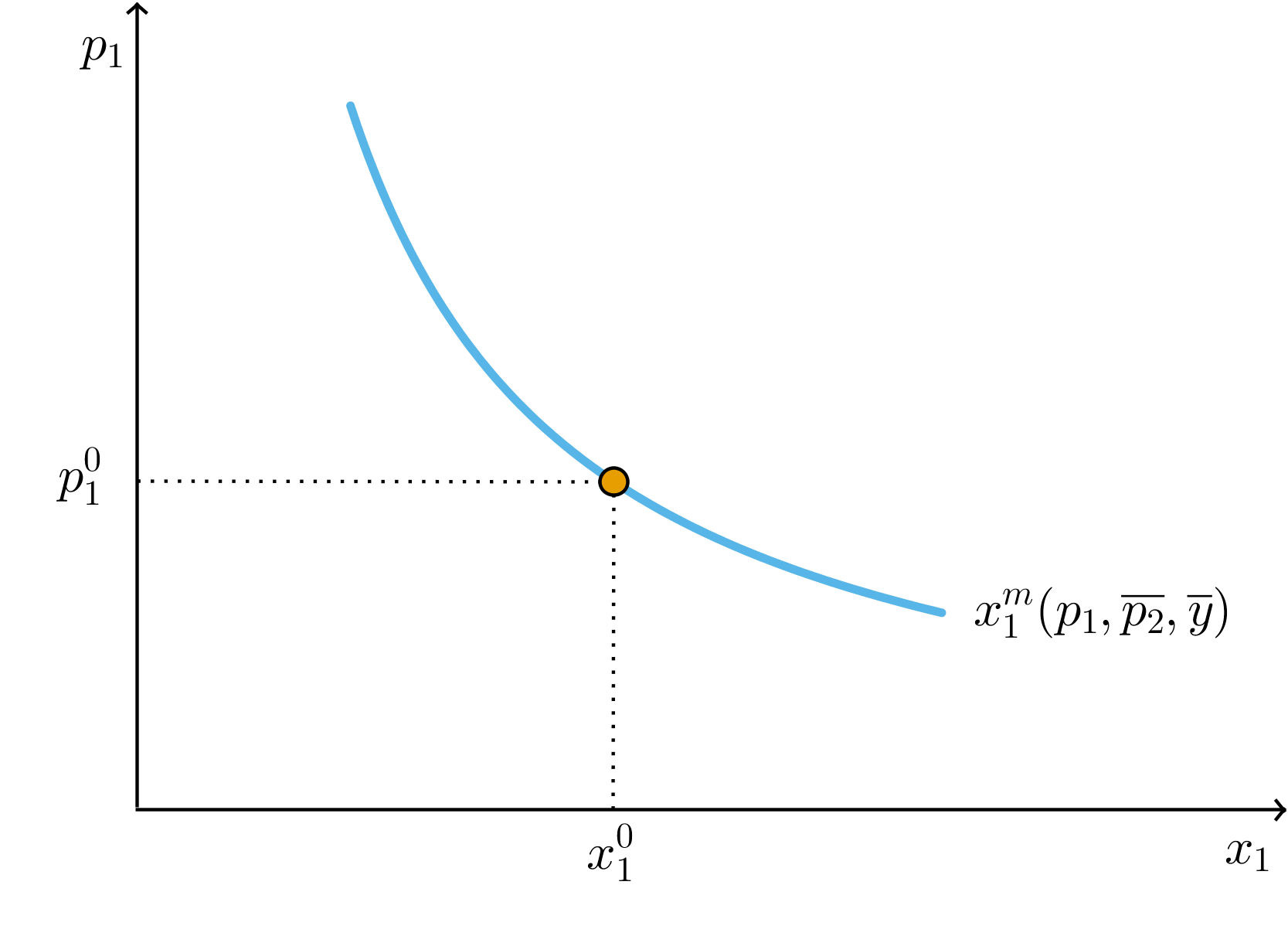
Abb. 1. Beispiel für eine marshallsche Nachfragefunktion im Zwei-Güter-Fall: Auf der horizontalen Achse wird die nachgefragte Menge von Gut 1, auf der vertikalen der Preis von Gut 1 abgetragen. Der Preis des nicht betrachteten Gutes 2 wird im Schaubild konstant gehalten, ebenso das eigene Budget.

Ausgangspunkt der Überlegungen, die zur marshallschen Nachfragefunktion führen, ist das Prinzip der Nutzenmaximierung: Ein Konsument (typischerweise ein Haushalt) entscheidet selbständig über die Aufteilung seines Vermögens auf den Konsum unterschiedlicher Güter, die zu bestimmten Preisen angeboten werden. Je nachdem, wie er sein Vermögen aufteilt, unterscheidet sich sein Ausgabenplan. Grundidee der marshallschen Nachfrage ist, dass der Konsument immer genau jenen Ausgabenplan wählt, den er allen anderen leistbaren Ausgabenplänen gegenüber vorzieht. Die marshallsche Nachfrage beschreibt genau diesen – optimalen – Ausgabenplan, indem sie angibt, wie viel unter diesem von jedem einzelnen existierenden Gut konsumiert werden soll. Weil es sich um eine Funktion handelt, beschreibt die marshallsche Nachfrage diesen Ausgabenplan nicht nur für irgendeine spezielle Vermögenshöhe und irgendwelche speziellen Güterpreise, sondern für alle möglichen Vermögenshöhen und Güterpreise.
Das Konzept der marshallschen Nachfragefunktion lässt sich verallgemeinern. Allgemeiner spricht man dann von einer marshallschen Nachfragekorrespondenz (auch walrasianischen Nachfragekorrespondenz). Dabei wird das mathematische Konzept der Funktion gegen das einer Korrespondenz ausgetauscht, wodurch es möglich wird, dass ein Konsument mit einem gewissen Vermögen und bei gewissen Güterpreisen in der Ökonomie auch mitunter nicht nur einen, sondern mehrere optimale Ausgabenpläne haben kann.

## Nichttechnische Einführung

### Idee der Nutzenfunktion
Es gibt verschiedene Möglichkeiten, die Nachfrage von Konsumenten nach einem Gut zu modellieren. Welche angemessen ist, hängt davon ab, welche Annahme man über das Zustandekommen der Konsumentscheidung macht. Man könnte etwa davon ausgehen, dass Konsumenten zufällig irgendeine Kombination von Güterbündeln wählen, ungeachtet dessen, wie viel ihnen die entsprechenden Güter überhaupt wert sind; oder man könnte sich vorstellen, dass ein sozialer Planer sämtliches Vermögen der Konsumenten an sich nimmt und ihnen nach eigenen Kriterien bestimmte Warenkörbe zuteilt. Grundgedanke der modernen Nutzentheorie ist indes, dass Konsumenten ihre Entscheidung über den Konsum der Menge an einem bestimmten Gut aufgrund ihrer Präferenzen treffen. Konsumenten verfügen über individuelle Präferenzordnungen; eine solche Präferenzordnung schließt über alle möglichen Kombinationen sämtlicher Güter hinweg die Information ein, ob das eine Güterbündel als mindestens so begehrenswert, als ebenso begehrenswert oder als höchstens so begehrenswert wie das andere Güterbündel empfunden wird (ein Beispiel für ein Güterbündel wäre etwa „1 Apfel, 1 Banane, 0 Orangen und 2 Mangos“ und die individuelle Präferenzordnung mag die Information enthalten, wie sich das Güterbündel „2 Äpfel, 0 Bananen, 1 Orange und 2 Mangos“ für den betrachteten Konsumenten dazu verhält).
Eine einfachere Möglichkeit, diese Information auszudrücken, besteht darin, statt komplexer Ordnungen eine einfache Funktion zu betrachten. Unter bestimmten Voraussetzungen lässt sich eine Nutzenfunktion konstruieren, die für ein gegebenes Güterbündel irgendeine Zahl ausgibt. Diese Zahl ist für sich bedeutungslos; ihre Bedeutung ergibt sich erst aus dem Vergleich mit den Nutzenwerten anderer Güterbündel. Daraus wird nämlich offensichtlich, welches Güterbündel der Konsument lieber mag: Vergleicht man irgendwelche zwei Güterbündel, dann ist der Nutzenwert eines Bündels {\displaystyle \mathrm {A} } genau dann strikt größer als der eines Bündels {\displaystyle \mathrm {B} }, wenn der Konsument, dessen Nutzenfunktion wir betrachten, das Bündel {\displaystyle \mathrm {A} } gegenüber {\displaystyle \mathrm {B} } bevorzugt.

### Marshallsche Nachfrage
Die marshallsche Nachfrage verbindet diesen Gedanken mit einem verwandten: Ein vernünftiger Konsument wird ein „möglichst bevorzugtes“ Güterbündel konsumieren, was mit vorstehender Überlegung gleichbedeutend dazu ist, dass es ihm einen möglichst hohen Nutzen verschafft. Allerdings kann nicht in uferlosem Ausmaß konsumiert werden. Jeder Konsument unterliegt einer so genannten Budgetrestriktion, das heißt, er kann keine Güterbündel konsumieren, die er sich bei den herrschenden Güterpreisen gar nicht leisten könnte. Unter denjenigen Güterbündeln, die er sich leisten kann, wählt er dann erwähntermaßen genau das, das ihm den größten Nutzen verschafft. Man stelle sich nun vor, dass es nur zwei Güter gibt, die wir möglichst einfach als „Gut 1“ und „Gut 2“ bezeichnen wollen und die zu Preisen {\displaystyle p_{1}} bzw. {\displaystyle p_{2}} auf dem Markt verfügbar sind. Dann beschreibt das folgende Problem das Nutzenmaximierungsproblem des Konsumenten:
{\displaystyle \max \;u(x_{1},x_{2})}     unter den Nebenbedingungen     {\displaystyle p_{1}x_{1}+p_{2}x_{2}\leq y}    und    {\displaystyle x_{1},x_{2}\geq 0}
mit dem verfügbaren Vermögen {\displaystyle y}, {\displaystyle x_{1,2}} der nachgefragten Menge von Gut 1 bzw. 2 und {\displaystyle u(x_{1},x_{2})} der Nutzenfunktion des Konsumenten. Um das Problem handhabbarer zu machen, setzt man zunächst voraus, dass die Nutzenfunktion stetig ist. Damit ist sichergestellt, dass es bei einer geringfügigen Änderung der Menge eines oder mehrerer Güter in einem Güterbündel keinen plötzlichen sprunghaften Anstieg des resultierenden Nutzens gibt. Eine Bemerkung erscheint angebracht: Weil die Preise und das Einkommen in dem obigen Maximierungsproblem Variablen sind, wird die Lösung des Problems kein konkretes Güterbündel sein; welches Güterbündel den Ausdruck maximiert, kommt im Konkreten auf die genauen Güterpreise und das verfügbare Vermögen an, sodass die Lösung von diesen Variablen (den Preisen und dem verfügbaren Vermögen) abhängig sein wird.
Die optimale Nachfrage nach Gut 1 beträgt {\displaystyle x_{1}^{*}} und sie ist abhängig vom Preis dieses Gutes, dem Einkommen {\displaystyle y>0}, das dem Individuum zur Verfügung steht, sowie vom Preis von Gut 2. Intuitiv kann Letzteres zum Beispiel daran eingesehen werden, dass die nutzenmaximierende Nachfrage nach Autos sicherlich auch davon abhängig ist, ob ein Zugticket 500 Euro oder 5 Euro kostet (das schließt nicht aus, dass der Preis im Einzelfall einmal unabhängig davon sein kann). Folglich ergeben sich aus dem Optimierungsproblem optimale Werte für die beiden Güter: {\displaystyle x_{1}^{m}(p_{1},p_{2},y)} (die marshallsche Nachfrage nach Gut 1) und analog {\displaystyle x_{2}^{m}(p_{1},p_{2},y)} (die marshallsche Nachfrage nach Gut 2).

## Formale Definition
Bezeichne mit {\displaystyle x_{i}\geq 0} die von einem bestimmten Konsumenten nachgefragte Menge von Gut {\displaystyle i}, {\displaystyle i=1,\ldots ,n}, und fasse der Vektor {\displaystyle \mathbf {x} =(x_{1},\ldots ,x_{n})\in \mathbb {\mathbb {R} } _{+}^{n}} die Nachfrage bezüglich aller Güter zusammen. Der Preis jedes Gutes sei strikt positiv, {\displaystyle p_{i}>0} für alle {\displaystyle i=1,\ldots ,n}, und man vereinbare {\displaystyle \mathbf {p} =(p_{1},\ldots ,p_{n})\in \mathbb {R} _{++}^{n}} als Preisvektor der Ökonomie.
Der Nutzen des Konsumenten folge einer stetigen Nutzenfunktion {\displaystyle u(\mathbf {x} )}. Der Konsument verfüge über ein Budget in Höhe von {\displaystyle y>0}. Betrachte nun das Nutzenmaximierungsproblem des Konsumenten unter Berücksichtigung der Budgetrestriktion:
{\displaystyle \max _{\mathbf {x} \in \mathbb {R} _{+}^{n}}u(\mathbf {x} )}    unter der Nebenbedingung    {\displaystyle \mathbf {p} \cdot \mathbf {x} =p_{1}x_{1}+p_{2}x_{2}+\ldots +p_{n}x_{n}\leq y}
Definition: Sei {\displaystyle u(\mathbf {x} )} stetig, {\displaystyle \mathbf {x} \in \mathbb {\mathbb {R} } _{+}^{n}}, {\displaystyle \mathbf {p} \in \mathbb {\mathbb {R} } _{++}^{n}} und {\displaystyle y>0}. Man bezeichnet die Korrespondenz {\displaystyle \mathbf {x} ^{m}:\mathbb {R} _{++}^{n+1}\twoheadrightarrow \mathbb {R} _{+}^{n}}, definiert durch
{\displaystyle \mathbf {x} ^{m}(\mathbf {p} ,y)\equiv \arg \max\{u(\mathbf {x} )|\mathbf {p} \cdot \mathbf {x} \leq y\}},
als marshallsche Nachfragekorrespondenz (auch walrasianische Nachfragekorrespondenz).
Verfügt das Maximierungsproblem für jedes Tupel {\displaystyle (\mathbf {p} ,y)} über eine einelementige Lösungsmenge (also eine eindeutige Lösung), so bezeichnet man die Zuordnung {\displaystyle \mathbf {x} ^{m}(\mathbf {p} ,y)} als marshallsche Nachfragefunktion (auch walrasianische Nachfragefunktion).
Eine Korrespondenz ist eine mengenwertige Funktion. Während eine Funktion im engeren Sinne jedem Element aus dem Definitionsbereich ein einziges Element aus der Zielmenge (hier also der Menge der Güterbündel) zuordnet, weist eine Korrespondenz jedem Element aus dem Definitionsbereich eine Teilmenge der Zielmenge zu. Die marshallsche Nachfragefunktion kann man also als einen Spezialfall der Nachfragekorrespondenz auffassen, bei dem jedem Tupel {\displaystyle (\mathbf {p} ,y)} eine genau einelementige Teilmenge der Zielmenge zugeordnet wird.
Andere Schreibweisen für die Definition der marshallschen Nachfragekorrespondenz sind ebenfalls gebräuchlich. Es ist trivialerweise etwa
{\displaystyle {\begin{aligned}\mathbf {x} ^{m}(\mathbf {p} ,y)&\equiv \arg \max\{u(\mathbf {x} )|\mathbf {p} \cdot \mathbf {x} \leq y\}\\&=\left\{\mathbf {x} \in B_{\mathbf {p} ,y}\left|\left(\forall \mathbf {x} '\in \mathbb {R} _{+}^{n}\right):u(\mathbf {x} ')>u(\mathbf {x} )\Rightarrow \mathbf {p} \cdot \mathbf {x} '>y\right.\right\}\end{aligned}}}
mit
{\displaystyle B_{\mathbf {p} ,y}\equiv \{\mathbf {x} \in \mathbb {R} _{+}^{n}\left|\mathbf {p} \cdot \mathbf {x} \leq y\right.\}}
der zulässigen Menge (Budgetmenge). In Worten: Die marshallsche Nachfrage bei einem gegebenen Preissystem und einem gegebenen Haushaltsvermögen entspricht genau der Menge jener zulässigen Güterbündel, die die Eigenschaft haben, dass sämtliche Güterbündel mit strikt größerem Nutzen derart teuer wären, dass ihr Konsum die Budgetrestriktion verletzen würde.

## Allgemeine Eigenschaften

### Existenz und Kompaktheit
Die marshallsche Nachfragekorrespondenz ist nichtleer und kompaktwertig.
Um einzusehen, dass die Nachfragekorrespondenz nichtleer ist, genügt es zu zeigen, dass die Budgetmenge {\displaystyle B_{\mathbf {p} ,y}} kompakt ist. Denn nach dem Extremwertsatz von Weierstraß nimmt eine stetige Funktion über einer kompakten Menge stets einen Minimal- und einen Maximalwert ein, das heißt, das obige Nutzenmaximierungsproblem hat für alle {\displaystyle (\mathbf {p} ,y)} auch mindestens eine Lösung. Als Teilmenge des {\displaystyle \mathbb {R} ^{n}} ist die (nichtleere) Budgetmenge nun kompakt genau dann, wenn sie beschränkt und abgeschlossen ist (Satz von Heine-Borel). Das ist der Fall: beschränkt ist sie, weil bei der vorausgesetzten strikten Positivität der Preise stets {\displaystyle x_{i}\leq y/p_{i}} sowie zugleich {\displaystyle x_{i}\geq 0} für alle {\displaystyle i=1,\ldots ,n} und für alle {\displaystyle \mathbf {x} \in B_{\mathbf {p} ,y}}; und abgeschlossen ist sie, weil sie über schwache Ungleichungen definiert ist.
Beide Eigenschaften folgen zudem unmittelbar aus dem Maximumsatz von Berge, auf den weiter unten unter „Stetigkeitseigenschaften“ näher eingegangen wird.

### Konvexität und Funktionseigenschaft
1. Sei die Nutzenfunktion quasikonkav. Dann ist die marshallsche Nachfragekorrespondenz konvexwertig.
2. Sei die Nutzenfunktion strikt quasikonkav. Dann ist die marshallsche Nachfragekorrespondenz einelementig für alle {\displaystyle (\mathbf {p} ,y)\in \mathbb {R} _{++}^{n+1}}, mit anderen Worten: {\displaystyle \mathbf {x} ^{m}(\mathbf {p} ,y)} ist eine Funktion.
Zu diesen beiden Eigenschaften sei bemerkt, dass die einer quasikonkaven Nutzenfunktion {\displaystyle u} zugrunde liegende Präferenzordnung {\displaystyle \succsim } konvex ist; zu (2.), dass die einer strikt quasikonkaven Nutzenfunktion {\displaystyle u} zugrunde liegende Präferenzordnung strikt konvex ist. Man beachte, dass es für (1.) und (2.) aber nicht genügt, die Konvexität (bzw. strikte Konvexität) der Präferenzordnung vorauszusetzen. Zwar impliziert in der Tat auch umgekehrt die (strikte) Konvexität von {\displaystyle \succsim }, dass jede repräsentierende Nutzenfunktion {\displaystyle u} (strikt) quasikonkav ist. Allerdings existiert nicht für jede (strikt) konvexe Präferenzordnung eine reellwertige Repräsentation. So sind etwa, um das berühmte Beispiel von Debreu (1959) aufzugreifen, lexikographische Präferenzordnungen strikt konvex, aber nicht durch eine Nutzenfunktion repräsentierbar. Es ist jedoch möglich, die hier eingeführten Konzepte auch auf Grundlage von Präferenzordnungen einzuführen, sodass es nicht mehr auf eine Repräsentationsfunktion ankommt.
Der Beweis von (1.) beruht auf der Betrachtung zweier Güterbündel {\displaystyle \mathbf {x} ,\mathbf {x} '\in \mathbf {x} ^{m}(\mathbf {p} ,y)}, {\displaystyle \mathbf {x} \neq \mathbf {x} '}. Aus der Definition der marshallschen Nachfrage folgt zunächst, dass {\displaystyle u(\mathbf {x} )=u(\mathbf {x} ')}. Bezeichne man dieses Nutzenniveau mit {\displaystyle u_{0}}. Für eine quasikonkave Nutzenfunktion gilt definitionsgemäß, dass mit {\displaystyle \mathbf {x} ''\equiv \alpha \mathbf {x} +(1-\alpha )\mathbf {x} '} auch {\displaystyle u(\mathbf {x} '')\geq u_{0}} für alle {\displaystyle \alpha \in [0,1]}. Zudem ist {\displaystyle \mathbf {p} \cdot \mathbf {x} ''\leq y}, weil {\displaystyle \mathbf {p} \cdot \mathbf {x} \leq y} und {\displaystyle \mathbf {p} \cdot \mathbf {x} '\leq y} nach Definition der marshallschen Nachfrage. Folglich ist {\displaystyle \mathbf {x} ''\in B_{\mathbf {p} ,y}}. Daraus und mit {\displaystyle u(\mathbf {x} '')\geq u_{0}} folgt schließlich, dass {\displaystyle \mathbf {x} ''\in \mathbf {x} ^{m}(\mathbf {p} ,y)}. Also ist {\displaystyle \mathbf {x} ^{m}(\mathbf {p} ,y)} konvex.
Zu (2.): (Beweis durch Widerspruch:) Betrachte wiederum zwei Güterbündel {\displaystyle \mathbf {x} ,\mathbf {x} '\in \mathbf {x} ^{m}(\mathbf {p} ,y)}, {\displaystyle \mathbf {x} \neq \mathbf {x} '}. Abermals gilt definitionsgemäß {\displaystyle u(\mathbf {x} )=u(\mathbf {x} ')}. Strikte Quasikonkavität impliziert aber {\displaystyle u(\alpha \mathbf {x} +(1-\alpha )\mathbf {x} ')>u(\mathbf {x} ')} für alle {\displaystyle \alpha \in (0,1)} – ein Widerspruch.

### Homogenität
Die marshallsche Nachfragekorrespondenz ist homogen vom Grad null in {\displaystyle (\mathbf {p} ,y)}, das heißt {\displaystyle \mathbf {x} ^{m}(\alpha \mathbf {p} ,\alpha y)=\mathbf {x} ^{m}(\mathbf {p} ,y)} für alle {\displaystyle (\mathbf {p} ,y)\in \mathbb {R} _{++}^{n+1}} und für alle {\displaystyle \alpha >0}.
Es macht für die Konsumentscheidung demnach keinen Unterschied, wenn sowohl das Vermögen als auch alle Güterpreise um denselben Faktor ansteigen bzw. fallen. Dies schließt etwa auch aus, dass es eine Rolle spielt, in welcher Währung Vermögen und Preise fakturiert sind. Die Eigenschaft folgt wegen {\displaystyle B_{\alpha \mathbf {p} ,\alpha y}=\{\mathbf {x} \in \mathbb {R} _{+}^{n}|\alpha \mathbf {p} \cdot \mathbf {x} \leq \alpha y\}=\{\mathbf {x} \in \mathbb {R} _{+}^{n}|\mathbf {p} \cdot \mathbf {x} \leq y\}=B_{\mathbf {p} ,y}}, das heißt, die Budgetmenge bleibt bei der Modifikation um {\displaystyle \alpha >0} identisch. Damit bleibt freilich auch die Lösung des Maximierungsproblems von der simultanen Vermögens- und Preisänderung unberührt.

### Stetigkeitseigenschaften
1. Die marshallsche Nachfragekorrespondenz ist oberhemistetig.
2. Falls die marshallsche Nachfragekorrespondenz für alle {\displaystyle (\mathbf {p} ,y)\in \mathbb {R} _{++}^{n+1}} einelementig und folglich eine Funktion ist, dann ist diese stetig.
Die Eigenschaften folgen unmittelbar aus dem Maximum-Satz (Satz von Berge), für den auf eine Fußnote verwiesen wird. Zentrale Voraussetzung für dessen Anwendbarkeit ist die Stetigkeit der durch {\displaystyle (\mathbf {p} ,y)\rightarrow \!\!\!\!\!\!\!\mapsto B(\mathbf {p} ,y)} gegebenen Budgetkorrespondenz, wobei man eine Korrespondenz genau dann als stetig bezeichnet, wenn sie sowohl ober- als auch unterhemistetig (zur Definition siehe Fußnote) ist. Diese beiden Eigenschaften wiederum kann man für die Budgetkorrespondenz nacheinander zeigen.

### Abgeschlossenheitseigenschaften
Die marshallsche Nachfragekorrespondenz ist abgeschlossenwertig und verfügt darüber hinaus sogar über einen abgeschlossenen Graphen.
Es würde grundsätzlich genügen, die Abgeschlossenwertigkeit zu zeigen, denn jede oberhemistetige und abgeschlossenwertige Korrespondenz verfügt auch über einen abgeschlossenen Graphen. Die Abgeschlossenwertigkeit ergibt sich wiederum (wie weiter oben schon skizziert) aus dem Satz von Berge (siehe Fußnote).
Nachfolgend wird ein „direkter“ Beweis für die Existenz eines abgeschlossenen Graphen skizziert. Betrachte eine Folge {\displaystyle \left\{(\mathbf {p} _{k},y_{k})\right\}_{k\in \mathbb {N} }} im {\displaystyle \mathbb {R} _{++}^{n+1}} mit dem Grenzwert {\displaystyle (\mathbf {p} ,y)\in \mathbb {R} _{++}^{n+1}} sowie eine Folge {\displaystyle \left\{(\mathbf {x} _{k})\right\}_{k\in \mathbb {N} }} im {\displaystyle \mathbb {R} _{+}^{n}} mit dem Grenzwert {\displaystyle \mathbf {x} \in \mathbb {R} _{+}^{n}}. Sei ferner {\displaystyle \mathbf {x} _{k}\in \mathbf {x} ^{m}(\mathbf {p} _{k},y_{k})} für alle {\displaystyle k\in \mathbb {N} }. Zu zeigen: {\displaystyle \mathbf {x} \in \mathbf {x} ^{m}(\mathbf {p} ,y)}.
Nach Definition der marshallschen Nachfrage ist {\displaystyle \mathbf {p} _{k}\cdot \mathbf {x} _{k}\leq y_{k}} für alle {\displaystyle k\in \mathbb {N} } und wegen {\displaystyle \mathbf {x} _{k}\in \mathbb {R} _{+}^{n}} für alle {\displaystyle k\in \mathbb {N} } daher im Grenzwert auch {\displaystyle \mathbf {p} \cdot \mathbf {x} \leq y}. Also ist {\displaystyle \mathbf {x} \in B_{\mathbf {p} ,y}}.
(Beweis durch Widerspruch:) Man nehme an, dass {\displaystyle \mathbf {x} \notin \mathbf {x} ^{m}(\mathbf {p} ,y)}. Dann gäbe es definitionsgemäß ein {\displaystyle \mathbf {x} ^{\text{alt}}\in B_{\mathbf {p} ,y}}, mit dem {\displaystyle u(\mathbf {x} ^{\text{alt}})>u(\mathbf {x} )}. Also gäbe es auch eine geeignete Umgebung {\displaystyle U_{0}} um {\displaystyle \mathbf {x} } sowie eine geeignete Umgebung {\displaystyle U_{\text{alt}}} um {\displaystyle \mathbf {x} ^{\text{alt}}} so, dass {\displaystyle u(\mathbf {x} '')>u(\mathbf {x} ')} für alle {\displaystyle (\mathbf {x} ',\mathbf {x} '')\in U_{0}\times U_{\text{alt}}}. Und wegen {\displaystyle \mathbf {x} ^{\text{alt}}\in B_{\mathbf {p} ,y}\Rightarrow \mathbf {p} \cdot \mathbf {x} ^{\text{alt}}\leq y} gäbe es ferner ein {\displaystyle \mathbf {x} ''\in U_{\text{alt}}} mit {\displaystyle \mathbf {p} \cdot \mathbf {x} ''<y} (Stetigkeit und strikte Positivität der Preise). Aus {\displaystyle \left\{(\mathbf {p} _{k},y_{k})\right\}_{k\in \mathbb {N} }\rightarrow (\mathbf {p} ,y)} folgt dann, dass {\displaystyle \mathbf {p} _{k}\cdot \mathbf {x} ''\leq y_{k}} für hinreichend großes {\displaystyle k\in \mathbb {N} }, sodass {\displaystyle \mathbf {x} ''\in B_{\mathbf {p} _{k},y_{k}}\cap U_{\text{alt}}}. Zugleich folgt aus {\displaystyle \left\{(\mathbf {x} _{k})\right\}_{k\in \mathbb {N} }\rightarrow \mathbf {x} }, dass {\displaystyle \mathbf {x} _{k}\in U_{0}} für hinreichend großes {\displaystyle k\in \mathbb {N} }. Zusammengefasst: {\displaystyle u(\mathbf {x} '')>u(\mathbf {x} _{k})} für hinreichend großes {\displaystyle k\in \mathbb {N} }. Das widerspricht aber der Annahme, dass {\displaystyle \mathbf {x} _{k}\in \mathbf {x} ^{m}(\mathbf {p} _{k},y_{k})}. Also ist {\displaystyle \mathbf {x} \in \mathbf {x} ^{m}(\mathbf {p} ,y)}, was zu zeigen war.

### Walras-Gesetz
Sei die der Nutzenfunktion zugrunde liegende Präferenzordnung lokal nicht gesättigt. Dann genügt die marshallsche Nachfrage dem Walras-Gesetz, das heißt, es gilt {\displaystyle \mathbf {p} \cdot \mathbf {x} ^{m}=y}.
Die Eigenschaft der lokalen Nichtsättigung ist eine gängige Forderung, die an Präferenzordnungen gestellt wird. Sie besagt salopp gesagt, dass man jedes Güterbündel stets minimal so modifizieren kann, dass das resultierende Güterbündel strikt gegenüber dem Ausgangsbündel bevorzugt wird. Für die formale Definition wird auf eine Fußnote verwiesen.
(Beweis durch Widerspruch:) Falls in der Tat {\displaystyle \mathbf {p} \cdot \mathbf {x} '<y} für irgendein {\displaystyle \mathbf {x} '\in \mathbf {x} ^{m}(\mathbf {p} ,y)}, dann folgt aus der Nichtsättigungsanforderung, dass es in der Nähe von {\displaystyle \mathbf {x} '} ein anderes Güterbündel {\displaystyle \mathbf {x} ''\in \mathbf {x} ^{m}(\mathbf {p} ,y)} geben muss, mit dem ebenfalls {\displaystyle \mathbf {p} \cdot \mathbf {x} ''<y} und zugleich {\displaystyle u(\mathbf {x} '')>u(\mathbf {x} ')}. Aber dann kann {\displaystyle \mathbf {x} '} keine Lösung des Nutzenmaximierungsproblems gewesen sein, im Widerspruch zur Annahme.
Lokale Nichtsättigung ist offensichtlich eine schwächere Anforderung an die Präferenzordnung als strenge Monotonie. Weil jede streng monoton steigende Nutzenfunktion auf einer streng monotonen Präferenzordnung gründet, ist die obige Voraussetzung für die Gültigkeit des Walras-Gesetzes also trivialerweise bei einer streng monoton steigenden Nutzenfunktion erfüllt.

## Analytische Bestimmung

### Notwendige und hinreichende Optimalitätsbedingungen
Unter der Annahme, dass die Nutzenfunktion stetig differenzierbar ist, liefert das Karush-Kuhn-Tucker-Verfahren (KKT-Verfahren) notwendige Bedingungen für das obige Nutzenmaximierungsproblem. Bezeichne man
{\displaystyle {\mathcal {L}}(\mathbf {x} )=u(\mathbf {x} )+\lambda (y-\mathbf {p\cdot x} )}.
als Lagrangefunktion des Nutzenmaximierungsproblems.
KKT-Theorem angewandt auf das Nutzenmaximierungsproblem:
1. Sei {\displaystyle u} stetig differenzierbar. Dann gilt: Falls {\displaystyle \mathbf {x} ^{*}} eine zulässige Lösung des Nutzenmaximierungsproblems ist, dann gibt es notwendigerweise auch ein {\displaystyle \lambda ^{*}\geq 0} so, dass die folgenden Bedingungen (KKT-Bedingungen) erfüllt sind:
i) {\displaystyle \mathbf {p} \cdot \mathbf {x} ^{*}\leq y}
ii) {\displaystyle \left.{\frac {\partial u(\mathbf {x} )}{\partial x_{i}}}\right|_{\mathbf {x} ^{*}}\leq \lambda p_{i}} für alle {\displaystyle i=1,\ldots ,n} (mit Gleichheit erfüllt, wann immer {\displaystyle x_{i}^{*}>0})
iii) {\displaystyle \lambda ^{*}(\mathbf {p} \cdot \mathbf {x} ^{*}-y)=0}
2. Sei {\displaystyle u} stetig differenzierbar, quasikonkav und sei der Gradient {\displaystyle \nabla u(\mathbf {x} )\neq \mathbf {0} } für alle {\displaystyle \mathbf {x} \in \mathbb {R} _{+}^{n}}. Dann gilt: Erfüllen {\displaystyle \mathbf {x} ^{*}\in \mathbb {R} _{+}^{n}} und {\displaystyle \lambda ^{*}\geq 0} die Bedingungen (1)(i)–(iii), dann ist {\displaystyle \mathbf {x} ^{*}} eine Lösung des Nutzenmaximierungsproblems.
3. Sei {\displaystyle u} stetig differenzierbar und konkav. Dann gilt: Erfüllen {\displaystyle \mathbf {x} ^{*}\in \mathbb {R} _{+}^{n}} und {\displaystyle \lambda ^{*}\geq 0} die Bedingungen (1)(i)–(iii), dann ist {\displaystyle \mathbf {x} ^{*}} eine Lösung des Nutzenmaximierungsproblems.
Bemerkungen:
- Vergleicht man (1) mit der gängigen Formulierung eines nichtlinearen Programms, fällt auf, dass explizit keine so genannte constrained qualification (im deutschen Sprachgebrauch häufig unter dem Begriff der „Regularitätsbedingung“ rubriziert) gefordert ist. Der Grund besteht darin, dass diese im Nutzenmaximierungsproblem stets erfüllt ist. Überführt man das vollständige Nutzenmaximierungsproblem in Standardform, lautet es {\displaystyle \max u(\mathbf {x} )} unter den {\displaystyle n+1} Nebenbedingungen {\displaystyle g_{1}(\mathbf {x} )=\mathbf {p} \cdot \mathbf {x} -y\leq 0} und {\displaystyle g_{1+j}(\mathbf {x} )=-x_{j}\leq 0} für {\displaystyle j=1,\ldots ,n}. Sämtliche Nebenbedingungen sind also linear. Damit liegen unter Ausnutzung eines gängigen Korollars des KKT-Theorems die Voraussetzungen für die Anwendbarkeit der KKT-Bedingungen (1)(i)–(iii) vor.[19]
- Es wurde bereits weiter oben gezeigt, dass die marshallsche Nachfrage nichtleer ist (siehe der Abschnitt Allgemeine Eigenschaften). Folglich existiert stets ein {\displaystyle \mathbf {x} ^{*}}, das die KKT-Bedingungen (1)(i)–(iii) erfüllt.
- Die Gradienten-Bedingung unter (2) ist sehr niederschwellig; gefordert ist lediglich, dass irgendein Gut einen strikt positiven Grenznutzen liefert.

### Interpretation der Optimalitätsbedingungen

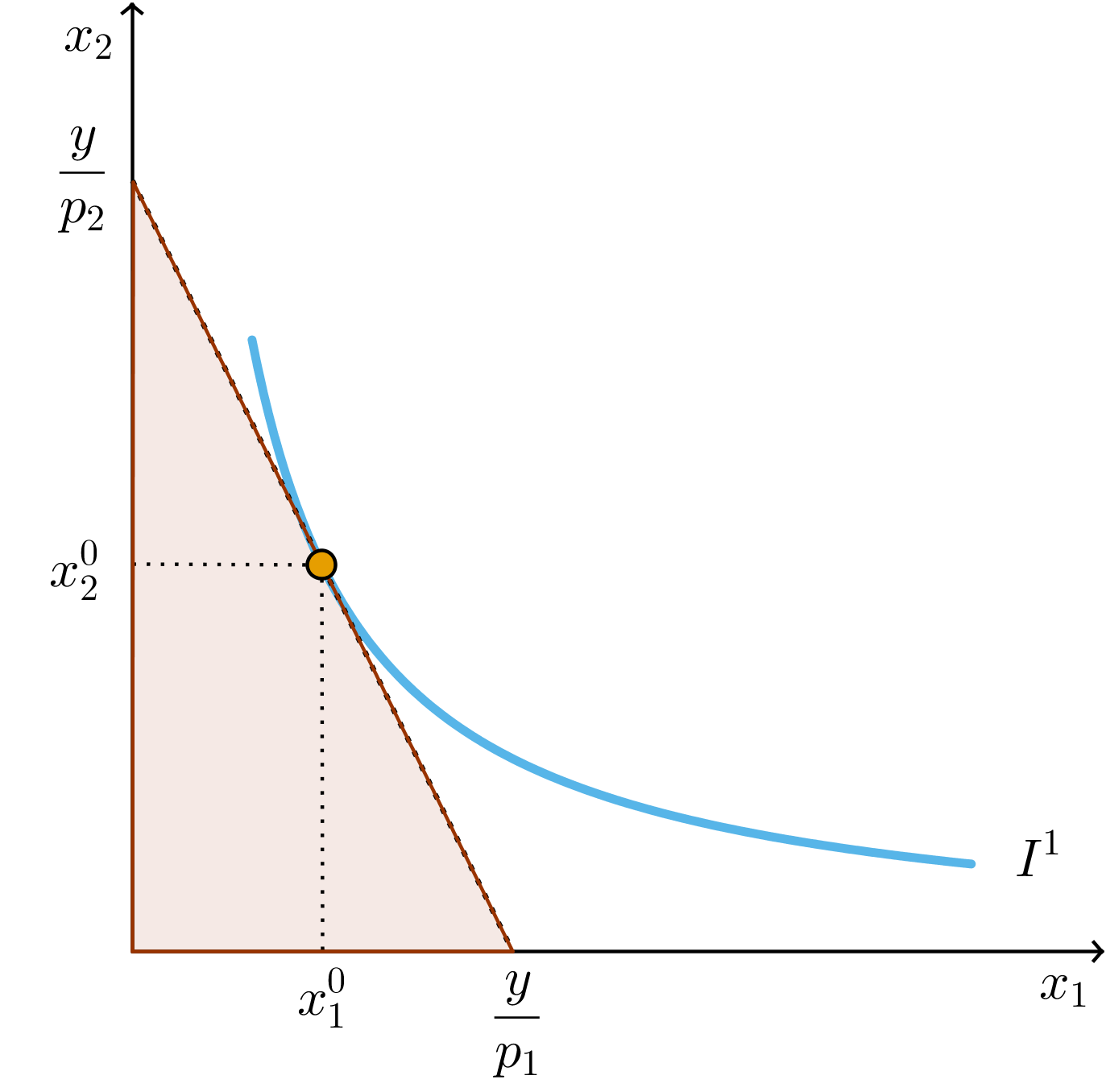
Abb. 2. Nutzenmaximierung im Zwei-Güter-Fall, innere Lösung. Der rötlich eingefärbte Bereich ist die Budgetmenge, die durch die Budgetgerade begrenzt wird. Auf dieser liegen alle Mengenkombinationen, die die Budgetrestriktion mit Gleichheit erfüllen.

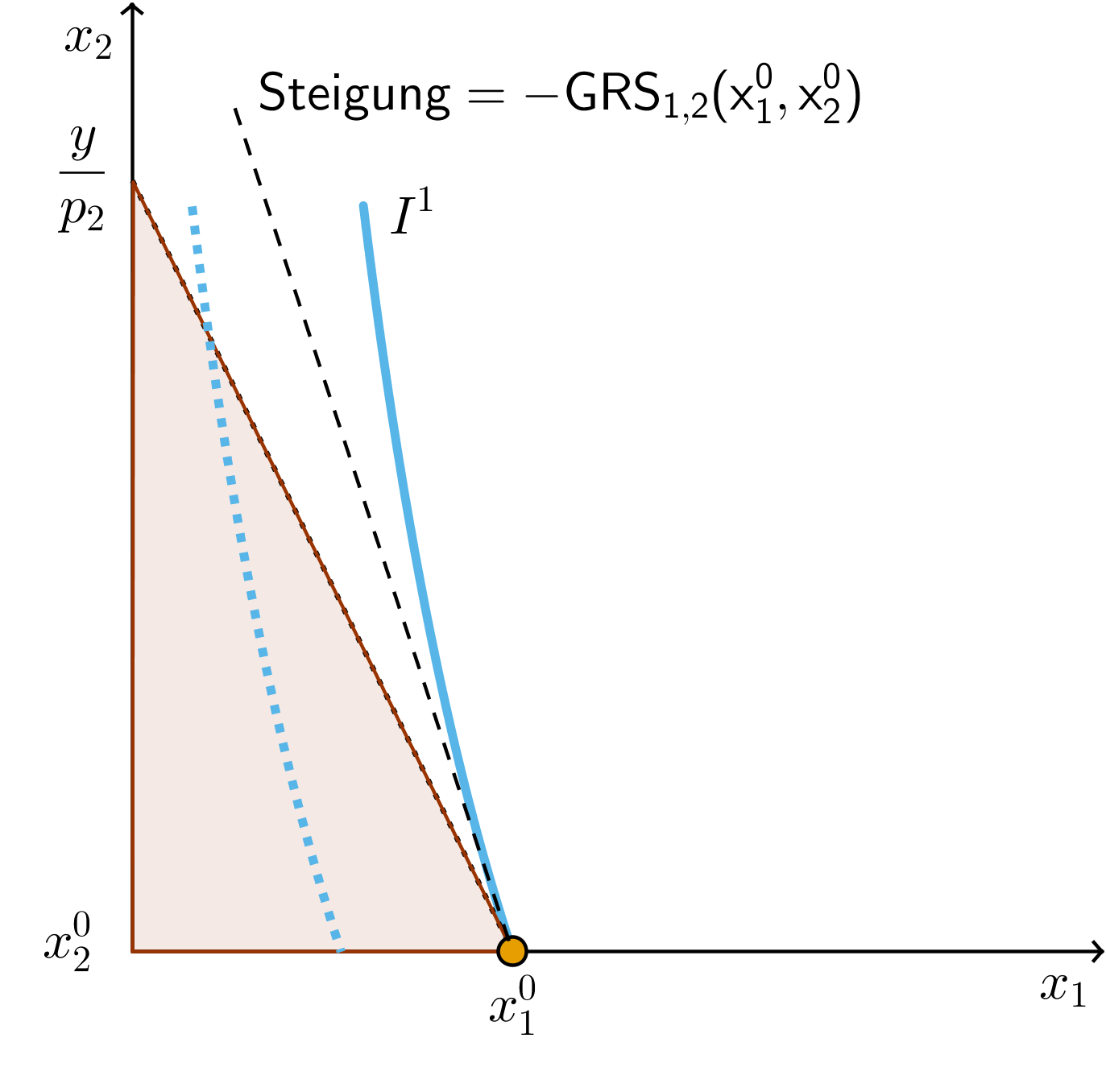
Abb. 3. Nutzenmaximierung im Zwei-Güter-Fall, Randlösung.

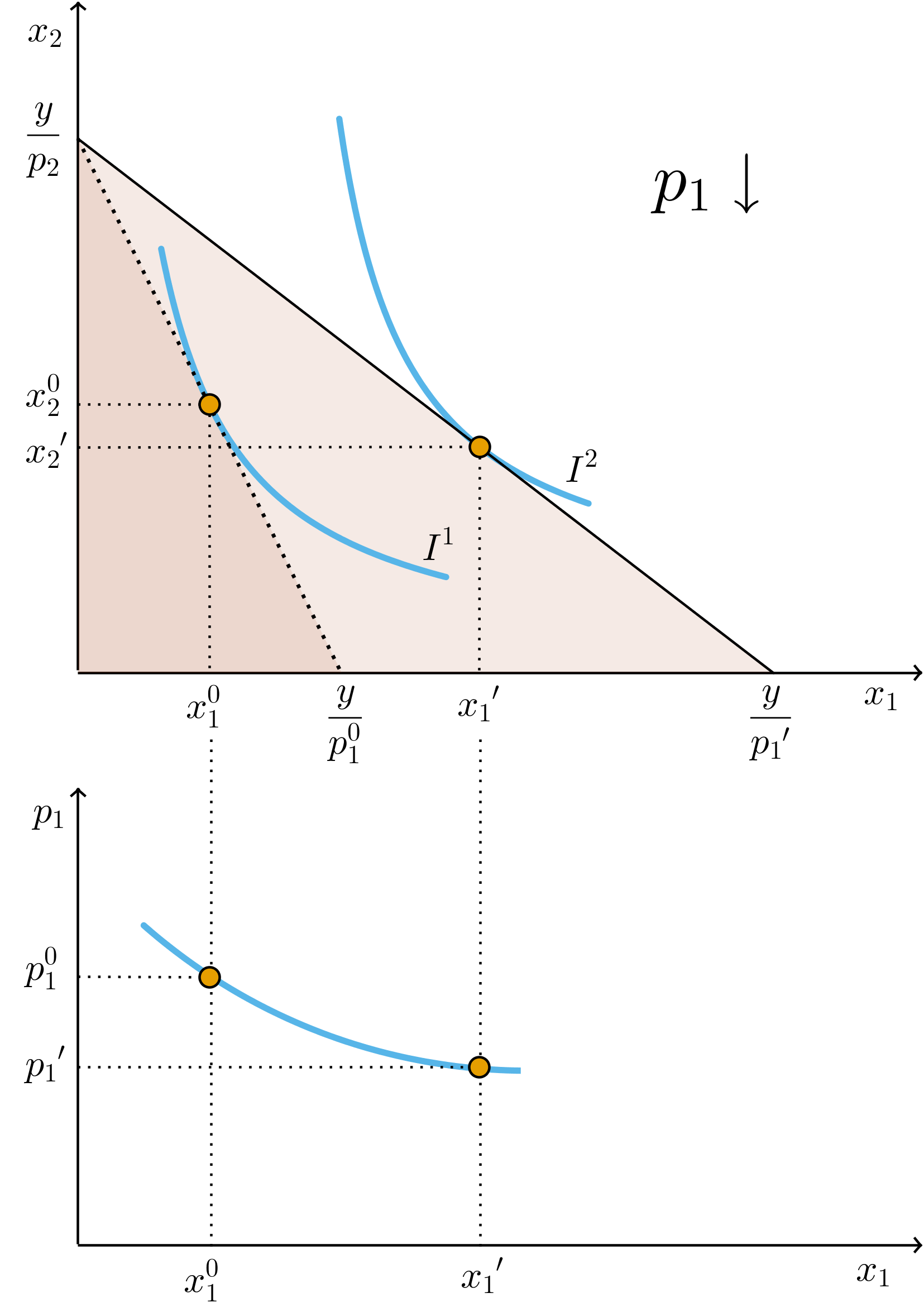
Abb. 4. Die Konstruktion der marshallschen Nachfragefunktionen für fixiertes Einkommen im Zwei-Güter-Fall.

#### Innere Lösung
Falls ein inneres Optimum vorliegt, das heißt {\displaystyle x_{i}^{*}>0} für alle {\displaystyle i=1,\ldots ,n}, gilt in diesem nach (1)(ii) die Optimalitätsbedingung erster Ordnung
{\displaystyle \left.{\frac {\partial u(\mathbf {x} )}{\partial x_{i}}}\right|_{\mathbf {x} ^{*}}=\lambda p_{i}} für alle {\displaystyle i=1,\ldots ,n}.
Betrachtet man den Fall {\displaystyle n=2} (Zwei-Güter-Fall), dann impliziert dies
{\displaystyle \left.{\frac {\partial u(x_{1},x_{2})/\partial x_{1}}{\partial u(x_{1},x_{2})/\partial x_{2}}}\right|_{(x_{1}^{*},x_{2}^{*})}={\frac {p_{1}}{p_{2}}}}.
Die linke Seite dieser Gleichung ist die Grenzrate der Substitution (GRS) von Gut 1 bezüglich Gut 2 (auf einer Indifferenzkurve), die rechte Seite ist das Preisverhältnis der beiden Güter. Abb. 2 illustriert diese Bedingung: Die marshallsche Nachfrage für gegebene Güterpreise {\displaystyle (p_{1},p_{2})} und gegebenes Einkommen {\displaystyle y} entspricht genau dem Güterbündel {\displaystyle (x_{1}^{0},x_{2}^{0})}, an dem die höchstmögliche erreichbare Indifferenzkurve (hier: {\displaystyle I^{1}}) die Budgetgerade eben noch so tangiert. In diesem Tangentialpunkt entspricht die Steigung der Indifferenzkurve – also die negative Grenzrate der Substitution von Gut 1 bezüglich Gut 2 – genau der Steigung der Budgetgerade, die {\displaystyle -p_{1}/p_{2}} beträgt. Würde diese Bedingung nicht gelten, so könnte sich der Konsument besserstellen, indem er seinen Konsum marginal ändert. Wäre beispielsweise
{\displaystyle \left.{\frac {\partial u(x_{1},x_{2})/\partial x_{1}}{\partial u(x_{1},x_{2})/\partial x_{2}}}\right|_{(x_{1}^{0},x_{2}^{0})}>{\frac {p_{1}}{p_{2}}}},
dann wäre es im Rahmen der Budgetbeschränkung möglich, den Konsum vom Gut 1 um {\displaystyle \mathrm {d} x_{1}} zu erhöhen und zugleich den Konsum von Gut 2 um {\displaystyle (p_{1}/p_{2})\mathrm {d} x_{1}} zu verringern. Dadurch würde sich der Nutzen um
{\displaystyle \left.{\frac {\partial u(x_{1},x_{2})}{\partial x_{1}}}\right|_{(x_{1}^{0},x_{2}^{0})}\mathrm {d} x_{1}-\left.{\frac {\partial u(x_{1},x_{2})}{\partial x_{2}}}\right|_{(x_{1}^{0},x_{2}^{0})}\cdot {\frac {p_{1}}{p_{2}}}\mathrm {d} x_{1}>0}
vergrößern. Dann aber kann das ursprünglich betrachtete Güterbündel nicht nutzenmaximierend gewesen sein.

#### Randlösung
Das Optimum kann – wie in Abb. 3 für den Zwei-Güter-Fall illustriert – auch eine Randlösung sein; hier befindet man sich am „Rand“ der Budgetmenge, im Beispiel an der Stelle {\displaystyle x_{2}^{0}=0}. Dort gilt die obige Gleichheitsbedingung in der Regel nicht, wie sich aus den notwendigen Bedingungen (1)(ii) ergibt. In der Tat zeigt sich dies auch in Abb. 3: Im gefundenen Optimalpunkt gilt
{\displaystyle \left.{\frac {\partial u(x_{1},x_{2})/\partial x_{1}}{\partial u(x_{1},x_{2})/\partial x_{2}}}\right|_{(x_{1}^{*},x_{2}^{*})}>{\frac {p_{1}}{p_{2}}}}.
In einer Randlösung ist dies möglich, weil dem Konsumenten nicht mehr möglich ist, seinen Konsum von Gut 2 zu verringern, um das dadurch frei werdende Vermögen auf Gut 1 zu verwenden.

#### Konstruktion
Abb. 4 illustriert die graphische Konstruktion der marshallschen Nachfrage im Zwei-Güter-Fall und unter der Annahme, dass eine innere Lösung des Nutzenmaximierungsproblems vorliegt. Um das Problem graphisch handhabbar zu machen, fixiert man zunächst {\displaystyle p_{2}} und {\displaystyle y}. Anschließend spielt man die Nachfrageauswirkungen durch, die sich durch unterschiedliche Preise für Gut 1 ergeben. Im Beispiel wird eine Preissenkung von {\displaystyle p_{1}^{0}} auf {\displaystyle p_{1}'} betrachtet. Dadurch verändert sich zunächst die Steigung der Budgetgerade, sodass sich ein neues optimales Güterbündel ergibt. Dieses kann anschließend zum veränderten Preis in das untere Schaubild übertragen werden. Führt man dies für alle möglichen Preise durch, ergibt sich die marshallsche Nachfragefunktion (für fixiertes {\displaystyle p_{2}} und {\displaystyle y}), {\displaystyle x_{1}^{m}(p_{1},{\overline {p_{2}}},{\overline {y}})}.

### Beispiel im Zwei-Güter-Fall
Sei {\displaystyle n=2}. Man betrachte einen Markt für Äpfel (Gut 1) und Bananen (Gut 2), deren nachgefragte Mengen man mit {\displaystyle x_{1}} bzw. {\displaystyle x_{2}} bezeichnet. Der Preis eines Apfels betrage {\displaystyle p_{1}=2}, der einer Banane {\displaystyle p_{2}=4}. Das Budget des Haushalts betrage {\displaystyle y=40} und er konsumiere ausschließlich Äpfel und Bananen. Der Nutzen des Haushalts folgt einer Cobb-Douglas-Nutzenfunktion {\displaystyle u(x_{1},x_{2})=x_{1}^{0{,}4}\cdot x_{2}^{0{,}6}}. Das Nutzenmaximierungsproblem ist
{\displaystyle \max _{(x_{1},x_{2})\in \mathbb {R} _{+}^{2}}u(x_{1},x_{2})} unter der Nebenbedingung {\displaystyle p_{1}x_{1}+p_{2}x_{2}\leq y}.
Die Lagrangefunktion lautet also
{\displaystyle {\mathcal {L}}(x_{1},x_{2})=u(x_{1},x_{2})-\lambda (p_{1}x_{1}+p_{2}x_{2}-y)}.
Notwendige Bedingungen für das Nutzenoptimum sind (siehe der Abschnitt „Notwendige und hinreichende Optimalitätsbedingungen“):
1. {\displaystyle p_{1}x_{1}+p_{2}x_{2}\leq y}
2. {\displaystyle {\frac {\partial {\mathcal {L}}(x_{1},x_{2})}{\partial x_{1}}}={\frac {\partial u(x_{1},x_{2})}{\partial x_{1}}}-\lambda p_{1}=0{,}4x_{1}^{-0{,}6}x_{2}^{0{,}6}-p_{1}\lambda \leq 0} (mit Gleichheit, falls {\displaystyle x_{1}>0})
3. {\displaystyle {\frac {\partial {\mathcal {L}}(x_{1},x_{2})}{\partial x_{2}}}={\frac {\partial u(x_{1},x_{2})}{\partial x_{2}}}-\lambda p_{2}=0{,}6x_{1}^{0{,}4}x_{2}^{-0{,}4}-p_{2}\lambda \leq 0} (mit Gleichheit, falls {\displaystyle x_{2}>0})
4. {\displaystyle \lambda (p_{1}x_{1}+p_{2}x_{2}-y)=0} und {\displaystyle \lambda \geq 0}.

Beachte, dass diese Optimalitätsbedingungen aufgrund der Konkavität der Nutzenfunktion auch hinreichend sind. Die Budgetbeschränkung wird im Optimum binden, da die Nutzenfunktion streng monoton steigend ist und folglich das Walras-Gesetz gilt. Aus Bedingung 1 und 2 folgt sodann durch Division zunächst
{\displaystyle {\frac {0{,}6x_{1}^{0{,}4}x_{2}^{-0{,}4}}{0{,}4x_{1}^{-0{,}6}x_{2}^{0{,}6}}}={\frac {p_{2}\lambda }{p_{1}\lambda }}\Rightarrow {\frac {3}{2}}\cdot {\frac {x_{1}}{x_{2}}}={\frac {p_{2}}{p_{1}}}\Rightarrow x_{2}=1{,}5x_{1}\cdot {\frac {p_{1}}{p_{2}}}}.
Setzt man dies in die umgestellte Budgetbedingung ein, ergibt sich
{\displaystyle p_{1}x_{1}=y-p_{2}x_{2}=y-p_{2}\cdot 1{,}5x_{1}\cdot {\frac {p_{1}}{p_{2}}}\Rightarrow {\color {BrickRed}x_{1}^{*}={\frac {y}{2{,}5p_{1}}}=0{,}4{\frac {y}{p_{1}}}}},
womit dann wiederum
{\displaystyle {\color {BrickRed}x_{2}^{*}={\frac {1{,}5}{2{,}5}}{\frac {y}{p_{2}}}=0{,}6{\frac {y}{p_{2}}}}}
Die beiden letzten Ausdrücke für {\displaystyle x_{1}^{*}} und {\displaystyle x_{2}^{*}} sind nichts anderes als die jeweiligen marshallschen Nachfragefunktionen nach Gut 1 bzw. Gut 2.
Bemerkungen:
- Im Beispiel handelt es sich um einen Spezialfall, in dem die Nachfrage nach Bananen und Äpfeln nur vom Preis des jeweils betrachteten Gutes, nicht aber vom Preis des jeweils anderen Gutes abhängt; die Nachfrage nach Bananen ist also beispielsweise unabhängig vom Preis {\displaystyle p_{1}} für Äpfel. Dies ist im Allgemeinen nicht der Fall.
- Es fällt auf, dass die multiplikativen Terme in den marshallschen Nachfragen gerade dem jeweiligen Exponenten in der Nutzenfunktion entsprechen. Dies ist kein Zufall, wie der nachfolgende Abschnitt zeigt.

Einsetzen der Preise und des Einkommens in diese Funktionen ergibt, dass im Haushaltsoptimum 8 Äpfel und 6 Bananen nachgefragt werden.

### Marshallsche Nachfragefunktionen für gängige Nutzenfunktionen
| Nutzenfunktion | Marshallsche Nachfrage |
| --- | --- |
| Cobb-Douglas-Nutzenfunktion (konstante Skalenerträge): {\displaystyle u(x_{1},x_{2})=x_{1}^{\alpha _{1}}\cdot x_{2}^{\alpha _{2}}}, mit {\displaystyle \alpha _{1}+\alpha _{2}=1} | Für {\displaystyle i=1,2}: {\displaystyle x_{i}^{m}(p_{1},p_{2},y)=\alpha _{i}y/p_{i}} |
| CES-Nutzenfunktion: {\displaystyle u(x_{1},x_{2})=\left(x_{1}^{\rho }+x_{2}^{\rho }\right)^{1/\rho }} mit {\displaystyle \rho \neq 0}, {\displaystyle \rho <1}                    | Für {\displaystyle i=1,2}: {\displaystyle x_{i}^{m}(p_{1},p_{2},y)={\frac {p_{i}^{r-1}y}{p_{1}^{r}+p_{2}^{r}}}} mit {\displaystyle r={\frac {\rho }{\rho -1}}} |
| Lineare Nutzenfunktion: {\displaystyle u(x_{1},x_{2})=x_{1}+x_{2}} | {\displaystyle x_{1}^{m}(p_{1},p_{2},y)={\begin{cases}y/p_{1}&{\text{falls}}\quad p_{1}<p_{2}\\\xi \in [0,y/p_{1}]\quad \mathrm {beliebig} &\mathrm {falls} \quad p_{1}=p_{2}\\0&{\text{falls}}\quad p_{1}>p_{2}\end{cases}}} {\displaystyle x_{2}^{m}(p_{1},p_{2},y)={\begin{cases}0&{\text{falls}}\quad p_{1}<p_{2}\\\xi \in [0,y/p_{1}]\quad {\text{beliebig}}&{\text{falls}}\quad p_{1}=p_{2}\\y/p_{2}&{\text{falls}}\quad p_{1}>p_{2}\end{cases}}} |
| Leontief-Nutzenfunktion: {\displaystyle u(x_{1},x_{2})=\min\{x_{1},x_{2}\}} | {\displaystyle x_{1}^{m}(p_{1},p_{2},y)=x_{2}^{m}(p_{1},p_{2},y)={\frac {y}{p_{1}+p_{2}}}} |
| Stone-Geary-Nutzenfunktion: {\displaystyle u(x_{1},x_{2})=(x_{1}-\alpha _{1})^{\beta _{1}}\cdot (x_{2}-\alpha _{2})^{\beta _{2}}} mit {\displaystyle \beta _{1},\beta _{2}\geq 0} | {\displaystyle x_{1}^{m}(p_{1},p_{2},y)=\alpha _{1}+{\frac {\beta _{1}}{p_{1}}}(y-\alpha _{2}p_{2})} {\displaystyle x_{2}^{m}(p_{1},p_{2},y)=\alpha _{2}+{\frac {\beta _{2}}{p_{2}}}(y-\alpha _{1}p_{1})} |

## Zusammenhang zu verwandten Konzepten

### Indirekte Nutzenfunktion
Setzt man die erhaltene marshallsche Nachfrage {\displaystyle \mathbf {x} ^{m}(\mathbf {p} ,y)} wieder in die ursprüngliche Nutzenfunktion {\displaystyle u(\mathbf {x} )} ein, so erhält man eine Nutzenfunktion {\displaystyle u}, die abhängig von den Güterpreisen und dem Einkommen {\displaystyle y} ist. Man bezeichnet sie als indirekte Nutzenfunktion {\displaystyle v(\mathbf {p} ,y)\equiv u[\mathbf {x} ^{m}(\mathbf {p} ,y)]}. Die indirekte Nutzenfunktion gibt für eine gegebene Preis-Einkommens-Konfiguration das konkrete Nutzenniveau an, das der nutzenmaximierende Haushalt durch seine Nachfrage erreicht.

### Hicks’sche Nachfragefunktion

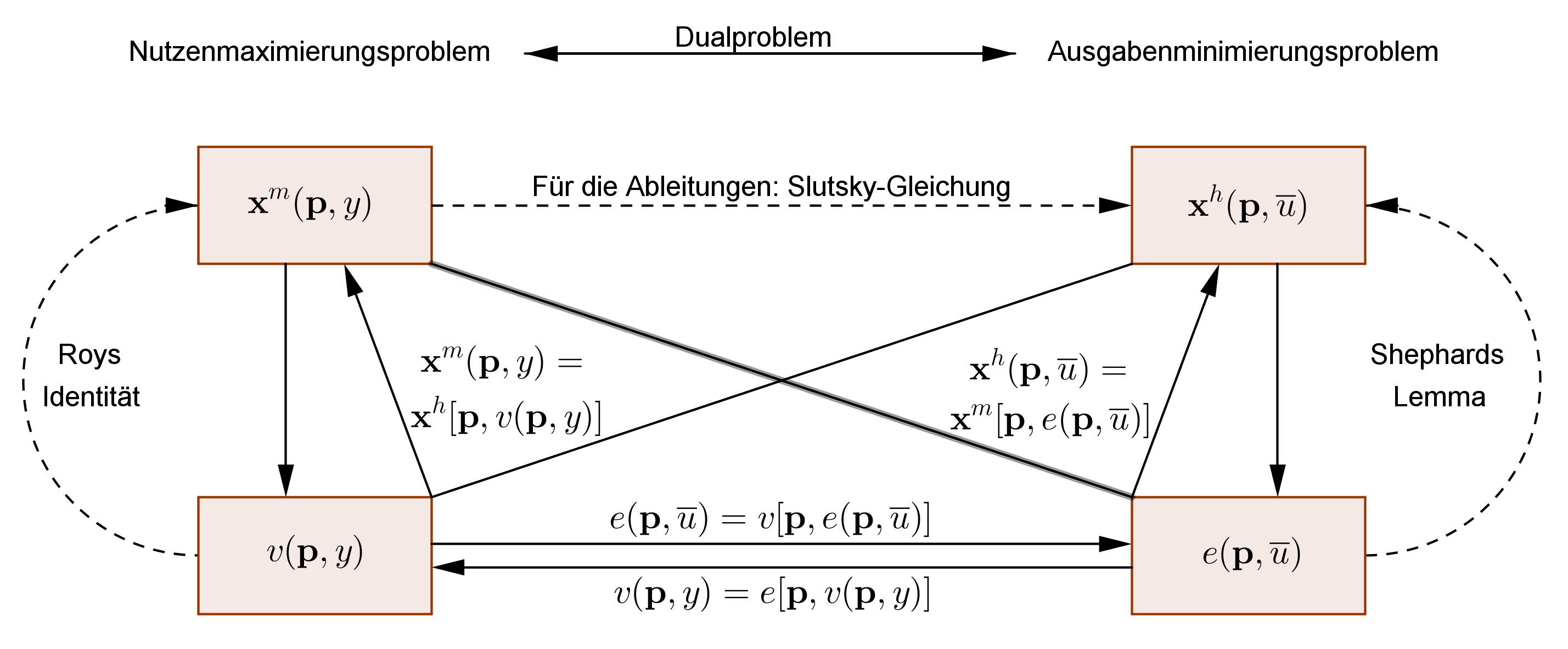
Abb. 5. Zusammenhang zwischen dem hier betrachteten Nutzenmaximierungsproblem und dem Ausgabenminimierungsproblem.

Während die marshallsche Nachfrage wie gezeigt aus dem Nutzenmaximierungsproblem des Haushalts resultiert und die Gütermenge – in Abhängigkeit von den Güterpreisen – angibt, die erforderlich ist, um mit einem gegebenen Einkommen {\displaystyle y} ein möglichst hohes Nutzenniveau zu erreichen, resultiert die Hicks’sche Nachfrage aus dem Ausgabenminimierungsproblem des Haushalts und gibt die Gütermenge – in Abhängigkeit von den Güterpreisen – an, die erforderlich ist, um möglichst kostengünstig ein vorgegebenes Nutzenniveau {\displaystyle {\overline {u}}} zu erlangen.
Zwischen marshallscher und Hicks’scher Nachfrage besteht allerdings trotz des konzeptionellen Unterschiedes ein enger funktionaler Zusammenhang, für den auf den überstehend genannten Hauptartikel verwiesen wird.

### Beispiel im Zwei-Güter-Fall (Fortführung)
(Fortführung des obigen Beispiels.)

#### Indirekte Nutzenfunktion
Die indirekte Nutzenfunktion lautet
{\displaystyle v(p_{1},p_{2},y)\equiv u\left[x_{1}^{*}(p_{1},p_{2},y),x_{2}^{*}(p_{1},p_{2},y)\right]=\left(x_{1}^{*}\right){}^{0{,}4}\cdot \left(x_{2}^{*}\right){}^{0{,}6}}
Einsetzen der erhaltenen marshallschen Nachfragen führt auf
{\displaystyle v(p_{1},p_{2},y)=\left({\color {BrickRed}0{,}4{\frac {y}{p_{1}}}}\right)^{0{,}4}\cdot \left({\color {BrickRed}0{,}6{\frac {y}{p_{2}}}}\right)^{0{,}6}=\left({\frac {0{,}4}{p_{1}}}\right)^{0{,}4}\cdot \left({\frac {0{,}6}{p_{2}}}\right)^{0{,}6}\cdot y}
Die indirekte Nutzenfunktion gibt, gegeben die Güterpreise und das Einkommen, das maximal mögliche Nutzenniveau an. Man kann entsprechend überprüfen, welches Ergebnis sie mit den oben vereinbarten Werten für {\displaystyle p_{1}}, {\displaystyle p_{2}} und {\displaystyle y} liefert. Dies ergibt
{\displaystyle v\approx 6{,}73}.
Und in der Tat ist mit den oben erhaltenen optimalen Gütermengen {\displaystyle x_{1}^{*}=8} und {\displaystyle x_{2}^{*}=6}:
{\displaystyle u(x_{1}^{*},x_{2}^{*})=8^{0{,}4}\cdot 6^{0{,}6}\approx 6{,}73}.

#### Hicks’sche Nachfragefunktion
Um aus den marshallschen Nachfragefunktionen {\displaystyle x_{1}^{m}(p_{1},p_{2},y)=0{,}4(y/p_{1})} und {\displaystyle x_{2}^{m}(p_{1},p_{2},y)=0{,}6(y/p_{2})} die jeweiligen Hicks’schen Nachfragefunktionen zu erhalten, setzt man die indirekte Nutzenfunktion auf irgendein Nutzenniveau fest und stellt die Funktionen dann nach dem Einkommen um:
{\displaystyle \left({\frac {0{,}4}{p_{1}}}\right)^{0{,}4}\cdot \left({\frac {0{,}6}{p_{2}}}\right)^{0{,}6}\cdot y={\overline {u}}\Rightarrow y={\frac {\overline {u}}{\left({\frac {0{,}4}{p_{1}}}\right)^{0{,}4}\cdot \left({\frac {0{,}6}{p_{2}}}\right)^{0{,}6}}}={\overline {u}}\cdot \left({\frac {p_{1}}{0{,}4}}\right)^{0{,}4}\cdot \left({\frac {p_{2}}{0{,}6}}\right)^{0{,}6}}
Dies ist die Ausgabenfunktion {\displaystyle e(p_{1},p_{2},{\overline {u}})}. Mittels Shephards Lemma folgt sofort
{\displaystyle x_{1}^{h}(p_{1},p_{2},{\overline {u}})={\frac {\partial e(p_{1},p_{2},{\overline {u}})}{\partial p_{1}}}={\overline {u}}\cdot \left({\frac {p_{1}}{0{,}4}}\right)^{-0{,}6}\cdot \left({\frac {p_{2}}{0{,}6}}\right)^{0{,}6}}
bzw.
{\displaystyle x_{2}^{h}(p_{1},p_{2},{\overline {u}})={\frac {\partial e(p_{1},p_{2},{\overline {u}})}{\partial p_{2}}}={\overline {u}}\cdot \left({\frac {p_{1}}{0{,}4}}\right)^{0{,}4}\cdot \left({\frac {p_{2}}{0{,}6}}\right)^{-0{,}4}}.

## Differenzierbarkeit

### Matrixgleichung der Konsumnachfrage
Weil es für die nachfolgende Betrachtung erheblich ist, wird die verkürzte Darstellung der (Matrix-)Vektorprodukte kurzzeitig aufgegeben und explizit formuliert, ob es sich um einen Spalten- oder einen Zeilenvektor handelt. {\displaystyle \mathbf {x} } und {\displaystyle \mathbf {p} } seien beide Spaltenvektoren.
Betrachte die Bedingungen erster Ordnung
{\displaystyle {\frac {\partial {\mathcal {L}}(\mathbf {x} )}{\partial x_{i}}}=0\Rightarrow {\frac {\partial u(\mathbf {x} )}{\partial x_{i}}}=\lambda p_{i}} für alle {\displaystyle i=1,\ldots ,n} {\displaystyle \Leftrightarrow \nabla u(\mathbf {x} )=\lambda \mathbf {p} }
(mit {\displaystyle \nabla u(\mathbf {x} )} dem Gradienten der Nutzenfunktion) sowie die Nebenbedingung
{\displaystyle \mathbf {p} ^{T}\mathbf {x} =y}
Man bildet von diesen Bedingungen jeweils das totale Differential:
{\displaystyle U\mathrm {d} \mathbf {x} =\mathbf {p} \mathrm {d} \lambda +\lambda \mathrm {d} \mathbf {p} }
{\displaystyle \mathbf {p} ^{T}\mathrm {d} \mathbf {x} +\mathbf {x} ^{T}\mathrm {d} \mathbf {p} =\mathrm {d} y}
mit {\displaystyle U} der {\displaystyle (n\times n)}-Hessematrix der Nutzenfunktion, deren {\displaystyle (i,j)}-tes Element durch {\displaystyle \partial ^{2}u(\mathbf {x} )/\partial x_{i}\partial x_{j}} gegeben ist, und überführt dieses System in Matrixschreibweise:
{\displaystyle \left({\begin{array}{cc}U&\mathbf {p} \\\mathbf {p} ^{T}&0\end{array}}\right)\cdot \left({\begin{array}{c}\mathrm {d} \mathbf {x} \\-\mathrm {d} \lambda \end{array}}\right)=\left({\begin{array}{cc}\mathbf {0} &\lambda I\\1&-\mathbf {x} ^{T}\end{array}}\right)\cdot \left({\begin{array}{c}\mathrm {d} y\\\mathrm {d} \mathbf {p} \end{array}}\right)}
Man bezeichnet diese Gleichung im Anschluss an Barten (1966) bisweilen als „Hauptmatrixgleichung der Konsumnachfrage“ (fundamental matrix equation of consumer demand).
Bezeichne diesen Ausdruck mit (a). Betrachte ferner das Nachfragesystem
{\displaystyle x_{i}=x_{i}(\mathbf {p} ,y)} für alle {\displaystyle i=1,\ldots ,n}
{\displaystyle \lambda =\lambda (\mathbf {p} ,y)}.
Bilde man auch hiervon das totale Differential:
{\displaystyle \left({\begin{array}{c}\mathrm {d} \mathbf {x} \\-\mathrm {d} \lambda \end{array}}\right)=\left({\begin{array}{cc}\mathbf {x} _{y}&X_{\mathbf {p} }\\-\lambda _{y}&-\lambda _{\mathbf {p} }^{T}\end{array}}\right)\cdot \left({\begin{array}{c}\mathrm {d} y\\\mathrm {d} \mathbf {p} \end{array}}\right)}
mit {\displaystyle \lambda _{\mathbf {p} }=(\partial \lambda /\partial p_{1},\ldots ,\partial \lambda /\partial p_{n})^{T}}, {\displaystyle \lambda _{y}=\partial \lambda /\partial y}, {\displaystyle \mathbf {x} _{y}=(\partial x_{1}/\partial y,\ldots ,\partial x_{n}/\partial y)^{T}} und {\displaystyle X_{\mathbf {p} }} einer {\displaystyle (n\times n)}-Matrix mit {\displaystyle (i,j)}-tem Element {\displaystyle \partial x_{i}/\partial p_{j}}. Bezeichne diesen Ausdruck mit (b).
(b) in (a) liefert
{\displaystyle \left({\begin{array}{cc}U&\mathbf {p} \\\mathbf {p} ^{T}&0\end{array}}\right)\left({\begin{array}{cc}\mathbf {x} _{y}&X_{\mathbf {p} }\\-\lambda _{y}&-\lambda _{\mathbf {p} }^{T}\end{array}}\right)=\left({\begin{array}{cc}\mathbf {0} &\lambda I\\1&-\mathbf {x} ^{T}\end{array}}\right)}
oder – Regularität von {\displaystyle U} vorausgesetzt – anders formuliert
{\displaystyle {\begin{aligned}\left({\begin{array}{cc}\mathbf {x} _{y}&X_{\mathbf {p} }\\-\lambda _{y}&-\lambda _{\mathbf {p} }^{T}\end{array}}\right)&=\left({\begin{array}{cc}U&\mathbf {p} \\\mathbf {p} ^{T}&0\end{array}}\right)^{-1}\left({\begin{array}{cc}\mathbf {0} &\lambda I\\1&-\mathbf {x} ^{T}\end{array}}\right)\\&={\frac {1}{\mathbf {p} ^{T}U^{-1}\mathbf {p} }}\left({\begin{array}{cc}(\mathbf {p} ^{T}U^{-1}\mathbf {p} )U^{-1}-U^{-1}\mathbf {p} (U^{-1}\mathbf {p} )^{T}&U^{-1}\mathbf {p} \\(U^{-1}\mathbf {p} )^{T}&-1\end{array}}\right)\left({\begin{array}{cc}\mathbf {0} &\lambda I\\1&-\mathbf {x} ^{T}\end{array}}\right)\\&={\frac {1}{\mathbf {p} ^{T}U^{-1}\mathbf {p} }}\left({\begin{array}{cc}U^{-1}\mathbf {p} &(\mathbf {p} ^{T}U^{-1}\mathbf {p} )\lambda U^{-1}-\lambda (U^{-1}\mathbf {p} )(U^{-1}\mathbf {p} )^{T}-U^{-1}\mathbf {p} \mathbf {x} ^{T}\\-1&\lambda (U^{-1}\mathbf {p} )^{T}+\mathbf {x} ^{T}\end{array}}\right)\end{aligned}}}

### Differenzierbarkeitseigenschaft
1. Theorem (Katzner 1968): Das System der marshallschen Nachfragen {\displaystyle \mathbf {x} ^{m}} ist stetig differenzierbar in {\displaystyle (\mathbf {p} ^{0},y^{0})} dann und nur dann, wenn gilt:
{\displaystyle \left({\begin{array}{cc}U&\mathbf {p} \\\mathbf {p} ^{T}&0\end{array}}\right)}
ist regulär an der Stelle {\displaystyle \mathbf {x} =\mathbf {x} ^{m}(\mathbf {p} ^{0},y^{0})}.
2. Lemma: Die Bedingung unter (1.) ist dann und nur dann erfüllt, wenn gilt:
{\displaystyle \left({\begin{array}{cc}U&\nabla u(\mathbf {x} )\\\left[\nabla u(\mathbf {x} )\right]^{T}&0\end{array}}\right)}
ist regulär. Bei dieser Matrix handelt es sich um die geränderte Hesse-Matrix der Nutzenfunktion.

## Ideengeschichtliche Einordnung
Die der marshallschen Nachfrage zugrunde liegende ordinale Nutzenkonzeption geht zurück auf die „moderne“ ökonomische Vorstellung des Nutzens in der Nachfolge von Vilfredo Pareto. Pareto (1906) konstruiert, ein Konzept von Edgeworth (1881) aufgreifend und weiterführend, Indifferenzkurven für unterschiedliche Güter, wobei er – was eigentlich nicht mehr erforderlich wäre – bisweilen noch eine kardinale Bestimmbarkeit des Nutzens voraussetzt; dennoch macht er die strikte Unterscheidung der (grundlegenden) Präferenzen vom (lediglich repräsentierenden) Nutzen deutlich. Anders als noch Edgeworth will er die Indifferenzkurven nicht als graphische Repräsentation einer kardinalen Nutzenfunktion konstruiert wissen, sondern entwickelt, im Gegenteil, seine Nutzentheorie erst auf der Grundlage von (auf Beobachtbarkeit fußenden) Indifferenzkurven. Bereits Pareto (1896) zeigt – wie wohl unabhängig auch Fisher (1892) – auf, dass die Messbarkeit des Nutzens zur Konstruktion von Nachfragefunktionen nicht erforderlich ist.
Der andere konzeptionelle Baustein der marshallschen Nachfrage – die Konstruktion der Nachfragefunktion auf Grundlage der Nutzentheorie – geht im Ursprung bereits auf Léon Walras zurück. Walras entwickelte bereits um 1872 ein Modell, in dem Händler ihren Nutzen zu maximieren versuchen, wobei die individuellen Nutzenfunktionen untereinander unabhängig und additiv sind. Auf seine Bitte hin lieferte schließlich Antoine Paul Piccard (1844–1920), der wie Walras als Professor an der Universität Lausanne tätig war, einen Weg, über ein beschränktes Maximierungsproblem eine Gleichgewichtsfunktion zu konstruieren. Ausgehend von zwei Grenznutzenkurven für zwei Güter {\displaystyle \mathrm {A} } und {\displaystyle \mathrm {B} } und einer bestimmten positiven Anfangsausstattung von {\displaystyle \mathrm {A} } bei gegebenen Preisen konstruiert Piccard eine Optimalitätsbedingung für den Konsum von {\displaystyle \mathrm {A} } und {\displaystyle \mathrm {B} }, die sich in einer Art Nachfragekurve ausdrücken lässt, welche zwar noch nicht der modernen Konzeption einer Nachfragekurve folgt, mit ihr im betrachteten Zwei-Güter-Fall jedoch verwandt ist. Diesem erweiterten Modell entsprang insbesondere auch Walras’ Erkenntnis der Proportionalität von Grenznutzen (in Walras’ Terminologie: rereté) und Güterpreisen, das die moderne Nachfragekonzeption durchzieht. Marshall (1890) liefert eine deutlich einfachere und direktere Möglichkeit der Gewinnung einer Nachfragekurve aus der Nachfragefunktion. Wie auch bei Walras wird dabei Unabhängigkeit und Additivität der Nutzenfunktion sowie ein abnehmender Grenznutzen unterstellt. Marshall kann darauf gründend zwar in der Tat die moderne Formulierung der Nachfragekurve als Funktion der Güterpreise und des Einkommens konstruieren; dies gelingt ihm allerdings nur unter der Annahme eines „konstanten“ Grenznutzens des Einkommens. Diese Annahme stieß bereits bei Veröffentlichung der Principles auf Kritik, unter anderem von Pareto. Mit Walras teilte Marshall zudem die Basis einer kardinalen Nutzenkonzeption, deren Verzichtbarkeit Pareto später zeigen konnte.
Die methodischen Komponenten zusammengefügt hat maßgeblich Jewgeni Slutsky. Er (1915) skizziert bereits weitgehend das moderne Konzept der marshallsche Nachfragefunktion. Eine leicht allgemeinere Version liefern (in Unkenntnis von Slutskys Beitrag) John Hicks und R. G. D. Allen (1934a, 1934b).